# Centaurea avilae
Centaurea avilae — вид квіткових рослин айстрових (Asteraceae). Ендемік Іспанії.

## Опис
Це багаторічна трав'яниста кореневищна рослина. Квітконосні стебла висхідні до 20(30) см завдовжки, гіллясті. Листки з верхньої сторони білувато-зеленуваті, знизу біло-повстяні, нижні перисто-розсічені. Квітки згруповані у квіткові голови; трубчастий віночок пурпуровий. Плід — сім'янка з чубчиком. Квітне влітку.

## Поширення і середовище проживання
Ендемік Сьєрра-де-Гредос в Іспанії, частий у сонячних тріщинах центрального масиву і значно рідше на заході. Живе на висоті від 1800 до 2000 метрів.